# Jay Sebring
Jay Sebring, pseudonimo di Thomas John Kummer (Birmingham, 10 ottobre 1933 – Los Angeles, 9 agosto 1969), è stato un imprenditore e parrucchiere statunitense, vittima degli omicidi commessi dalla famiglia Manson.

## Biografia

### Primi anni
Nato a Birmingham, in Alabama, Sebring era figlio di un commercialista, Bernard Kummer, e di sua moglie Margarette Gibb. Crebbe con un fratello e due sorelle in una casa della classe media a Southfield, nel Michigan. Dopo essersi diplomato alla Southfield High School nel 1951, prestò servizio nella Marina per quattro anni e durante questo periodo combatté nella guerra di Corea. Si trasferì quindi a Los Angeles, dove adottò il nome Jay Sebring: Jay, dalla iniziale del suo secondo nome, e Sebring dalla famosa gara automobilistica che si tiene in Florida. A Las Vegas, il 10 ottobre 1960, sposò la modella Bonnie Lee Marple, soprannominata Cami - un'unione che terminò con la separazione nell'agosto 1963.

### Carriera a Hollywood
A Los Angeles Sebring si laureò alla scuola di bellezza e prontamente "inventò un modo completamente nuovo di tagliare i capelli da uomo". Le sue innovazioni includevano lo shampoo per capelli da uomo prima di acconciarli, il taglio con le forbici anziché con il rasoio e l'utilizzo dell'asciugacapelli, che era popolare in Europa ma non ben noto negli Stati Uniti. Utilizzò la lacca per capelli in un'era in cui Brylcreem era il prodotto per capelli accettato per gli uomini.
A Los Angeles il suo salone alla moda e il suo stile di taglio dei capelli si rivelarono popolari. Insegnò i suoi metodi ad altri che poi aprirono i franchising del Jay Sebring Salon; le sue tecniche di styling venivano ancora insegnate quarant'anni dopo la sua morte. Nel 1967 aprì la società Sebring International per mettere in franchising i suoi saloni e vendere prodotti per la cura dei capelli.
In un momento in cui i barbieri chiedevano 1-2 dollari per un taglio di capelli, Sebring chiedeva 50 dollari e oltre. Tra i suoi clienti per l'acconciatura c'erano Warren Beatty e Steve McQueen. Andava a Las Vegas ogni tre settimane per tagliare i capelli di Sammy Davis Jr. e Frank Sinatra. Su richiesta di Kirk Douglas, Sebring realizzò l'acconciatura per il film Spartacus. In seguito si occupò della pettinatura di Jim Morrison dei Doors nel 1966, nel suo salone a Fairfax Avenue a West Hollywood.
La sua attività, la Sebring International, era fiorente alla fine degli anni '60, con saloni redditizi a West Hollywood, New York e Londra. Sebring mantenne uno stile di vita da playboy, ed ebbe tra i suoi soci più stretti alcune personalità di alto profilo di Hollywood come Beatty e McQueen. Aiutò a lanciare la carriera cinematografica di Bruce Lee, dopo averlo incontrato agli International Karate Championships di Long Beach nel 1964, e presentandolo al suo amico produttore Bill Dozier, che affidò a Lee il ruolo di Kato nella serie televisiva Il Calabrone Verde.
Sebbene non aspirasse a una carriera da attore, nel dicembre 1966 Sebring fece un'apparizione cameo in un episodio della serie televisiva Batman, interpretando un personaggio basato su se stesso, chiamato Mr. Oceanbring. Nel 1967 apparve anche in un episodio della serie Il virginiano intitolato The Strange Quest of Claire Bingham, interpretando un barbiere in un paese del West. Apparve anche come concorrente nello show televisivo To Tell the Truth nei primi anni '60.

### Relazione con Sharon Tate
Sebring fu presentato a Sharon Tate dal giornalista Joe Hyams nell'ottobre del 1964 e i due iniziarono una relazione. Sebring acquistò l'ex casa di Paul Bern, marito di Jean Harlow, a Easton Drive nel Benedict Canyon, allora di proprietà di Sally Forrest. All'inizio del 1966 Sharon Tate andò a Londra per girare il film Per favore, non mordermi sul collo! e iniziò una relazione con il regista Roman Polański, concludendo quindi il suo legame con Sebring, anche lui arrivato a Londra per incontrare Polanski. In seguito Polanski commenterà che, nonostante lo stile di vita, Sebring era una persona molto sola e considerava lui e la Tate come la sua famiglia.
Nell'estate del 1968 Roman Polanski e Sharon Tate presentarono Sebring all'amico di Polanski Wojciech Frykowski e alla sua ragazza, l'ereditiera del caffè Abigail Folger, che si era recentemente trasferita a Los Angeles da New York. Folger successivamente investì nei prodotti di Sebring per la cura dei capelli per uomo. All'inizio di maggio del 1969 Sebring aprì un nuovo salone in 629 Commercial Street a San Francisco. Tra gli ospiti per la festa di apertura del salone ci furono Paul Newman, sua moglie Joanne Woodward, Abigail Folger e sua madre Ines.

### Morte a Cielo Drive
L'8 agosto 1969 Sebring, Tate, Frykowski e Folger andarono insieme a El Coyote, un ristorante messicano. Dopo essere tornati alla residenza dei coniugi Polanski su Cielo Drive, Patricia Krenwinkel, Susan Atkins e Charles "Tex" Watson entrarono in casa. Dopo avere costretto i quattro occupanti della casa a rimanere nel soggiorno, ordinarono loro di sdraiarsi a faccia in giù sul pavimento. Sebring protestò e chiese agli intrusi di considerare la gravidanza avanzata di Tate; fu quindi colpito da Watson, che gli diede un calcio in faccia più volte mentre giaceva morente, rompendogli naso e orbita. Fu quindi pugnalato sette volte e morì per la perdita di sangue causata dalle ferite da taglio. Il gruppo uccise quindi Frykowski, Folger e per ultima Sharon Tate. Mercoledì 13 agosto i funerali di Tate e Sebring ebbero luogo lo stesso giorno, ma programmati a diverse ore di distanza (prima per Tate e poi Sebring) per consentire ad amici comuni di partecipare a entrambi. Sebring fu sepolto all'Holy Sepulchre Cemetery a Southfield, nel Michigan e Steve McQueen pronunciò l'elogio funebre.

## Filmografia

### Parrucchiere
- The Rifleman - serie TV, 48 episodi (1958-1963) - parrucchiere per Chuck Connors
- Spartacus, regia di Stanley Kubrick (1960) - hair designer di Kirk Douglas
- La conquista del West (How the West Was Won), regia di John Ford, Henry Hathaway, George Marshall, Richard Thorpe (1962) - hair designer di Henry Fonda e George Peppard
- Missione in Oriente - Il brutto americano (The Ugly American), regia di George Englund (1963) - hair designer di Marlon Brando
- Alle donne ci penso io (Come Blow Your Horn), regia di Bud Yorkin (1963) - hair designer di Frank Sinatra e Tony Bill
- PT 109 - Posto di combattimento! (PT 109), regia di Leslie H. Martinson (1963) - hair designer di Cliff Robertson
- La grande fuga (The Great Escape), regia di John Sturges (1963) - hair designer di Steve McQueen e James Garner
- Sotto accusa (Arrest and Trial) (1963) - serie TV - hair designer di Chuck Connors
- Organizzazione U.N.C.L.E. (The Man from U.N.C.L.E.) (1964) - serie TV - hair designer di Robert Vaughn
- Synanon, regia di Richard Quine (1965) - hair designer di Chuck Connors e Alex Cord
- Operation C.I.A., regia di Christian Nyby (1965) - hair stylist maschile
- Cincinnati Kid (The Cincinnati Kid), regia di Norman Jewison (1965) - hair designer di Steve McQueen
- La caduta delle aquile (The Blue Max), regia di John Guillermin (1966) - hair designer di George Peppard
- Quelli della San Pablo (The Sand Pebbles), regia di Robert Wise (1966) - hair designer di Steve McQueen
- Il virginiano (The virginian) - serie TV, 1 episodio (1967) - hair designer di James Drury e Doug McClure
- Il caso Thomas Crown (The Thomas Crown Affair), regia di Norman Jewison (1968) - hair designer di Steve McQueen
- Bullitt, regia di Peter Yates (1968) - hair designer di Steve McQueen
- Butch Cassidy (Butch Cassidy and the Sundance Kid), regia di George Roy Hill (1969) - hair designer di Paul Newman

### Se stesso
- The New Steve Allen Show - serie TV, un episodio (1961)
- To Tell the Truth - serie TV, un episodio (1963)
- Hollywood and the Stars - documentario TV, un episodio (1964)
- The Gypsy Rose Lee Show - serie TV, un episodio (1965)
- Mondo Hollywood, regia di Robert Carl Cohen (1967)

### Attore
- Synanon, regia di Richard Quine (1965) - non accreditato
- Batman - serie TV, un episodio (1966)
- Il virginiano (The virginian) - serie TV, un episodio (1967)